# Дуже поважний

Геральдична корона шотландських баронів

Дуже поважний або Дуже поважна особа (англ. The Much Honoured; абрв. The Much Hon.) - шляхетський титул, форма звертання та гоноратив, яким звертаються до спадкових баронів Шотландії.
Такі барони, як правило, мають титули, підтверджені відповідно до Акту про унію 1707 року, що історично склались в рамках стародавнього інституту баронів в Шотландії. Багато феодальних баронів виникло після Акту Унії, останній титул барона був наданий у 1838 році, але вони не користуються чим звертанням. Усі барони Шотландії входять до юрисдикції Суду лорда Ліона в Единбурзі.
Сьогодні лише невелика кількість давніх бароніальних родин користується титулом «Дуже поважний», що став вважатись ознакою шляхетності. Натомість більшість баронів нині вживають форму звертання: свій територіальний титул після імені (Baron of Byres, Baron of Kelly, тощо).

## Використання
Традиційно титул «Дуже поважний» застосовується баронами Шотландії. Окрім спадкових шотландських баронів, є сім феодальних графських родів (Арран, Бредальбан, Кроуффурд-Ліндсей, Еррол, Нітсдейл, Ротс, Уігтаун), один феодальний маркіз (Хантлі) і один феодальний герцог (Гамільтон), що мають право на використання цього титулу. Хоча в наш час герцогство та маркізат належить вищим членам шотландського перства.
Традиційно представники нетитулованої шотландської шляхти (лерди) також мали право на форму звертання «Дуже поважний», але ця практика зараз вважається архаїчною.
Феодальним бароном найвищого рангу в Шотландії є барон Ренфрю, його королівська вельможність герцог Ротсей — титули, що їх утримує нинішній спадкоємець англійському престолу.
Маркіз Хантлі, граф Еглінтона і Вінтона також користується звертанням «Дуже поважний». Також ним користуються деякі нащадки королеви Вікторії (The Much Hon. Ian Liddell-Grainger).
Історично в Шотландії право на звертання «Дуже поважний» має шляхта трьох рангів:
- Шотландські феодальні барони. Наприклад: The Much Hon. David Leslie, Baron of Leslie.
- Шотландські феодальні графи. Наприклад: The Much Hon. James Leslie, Earl of Rothes.
- Лерди — нетитулована шотландська шляхта.

Купівля права власності на шотландську землю, навіть яка належала до цього титулованим особам, не дає покупцю права претендувати на титул чи шляхетну форму звертання.
The honorific "The Much Honoured" should not be confused with those attaching to Peers of the Realm:
Barons, Viscounts and Earls are The Right Honourable
Marquesses are The Most Honourable
Dukes are The Most Noble or His Grace
Старший син шотландського барона має право на форму звертання Молодший (Younger; скорочено Yr.). Старша донька шотландського барона, якщо вона є спадкоємницею, має право використовувати титул ґречності The Maid. Наприклад: David Leslie the Younger and The Maid of Leslie.
Гоноратив «Дуже поважний» (The Much Honoured) не слід плутати зі звертаннями на які мають право спадкові шотландські пери:
- Барони, віконти і графи — Високошляхетний (The Right Honourable).
- Маркізи — Найшляхетніший (The Most Honourable).
- Князі та герцоги — Дуже шляхетний або Ваша Милосте.